# Kanzi
Ne doit pas être confondu avec Kanzi (République démocratique du Congo).
Kanzi est un singe bonobo mâle, né le 28 octobre 1980 dans le zoo de San Diego, aux États-Unis et mort le 18 mars 2025. Très doué en particulier pour le langage, ce primate fait l'objet de recherches à l'Université d'État de Géorgie par le Dr. Sue Savage-Rumbaugh. Son nom signifie « Trésor enfoui » en swahili, également connu par le lexigramme reprenant le caractère chinois 太.

## Biographie
Né le 28 octobre 1980 au zoo de San Diego, bébé d'une femelle bonobo nommée Lorel, Kanzi est rapidement adopté par une autre femelle dominante nommée Matata qui sera l'objet de recherches à l'Université d'État de Géorgie. Encore bébé, Kanzi suit Matata lors des différents exercices qu'on fait faire à celle-ci. Ces exercices consistent notamment à utiliser des symboles sur un clavier pour communiquer. Elle n'a la capacité de mémoriser que six symboles. Nuisant à la concentration de Matata, le bébé bonobo doit être constamment distrait par des membres de l'équipe.
Après le sevrage de Kanzi, Matata est transférée pour être accouplée, et Kanzi se retrouve seul avec l'équipe. Il apprend sans aucune difficulté une dizaine de symboles du clavier et s'en sert pour annoncer ses intentions : par exemple, après avoir appuyé sur la touche « pomme », il va chercher ce même aliment. Au fil des expériences, Kanzi finit par apprendre jusqu'à 348 symboles en novembre 2006, et il comprend plus de 3 000 mots parlés.
Kanzi le bonobo est également un artiste. Ses toiles se négocient jusqu'à 1 500 €, le profit étant reversé à des associations de protection de singes dans leur milieu naturel.
Kanzi sait aussi faire du feu, et cuire des aliments.
En 2024, il finit le jeu vidéo Minecraft après six mois d'entraînement.
Kanzi est décédé de causes encore inconnues le 18 mars 2025, ce qui a été annoncé le lendemain, le 19 mars, par l'Ape Initiative où Kanzi vivait à Des Moines.

## Apprentissage

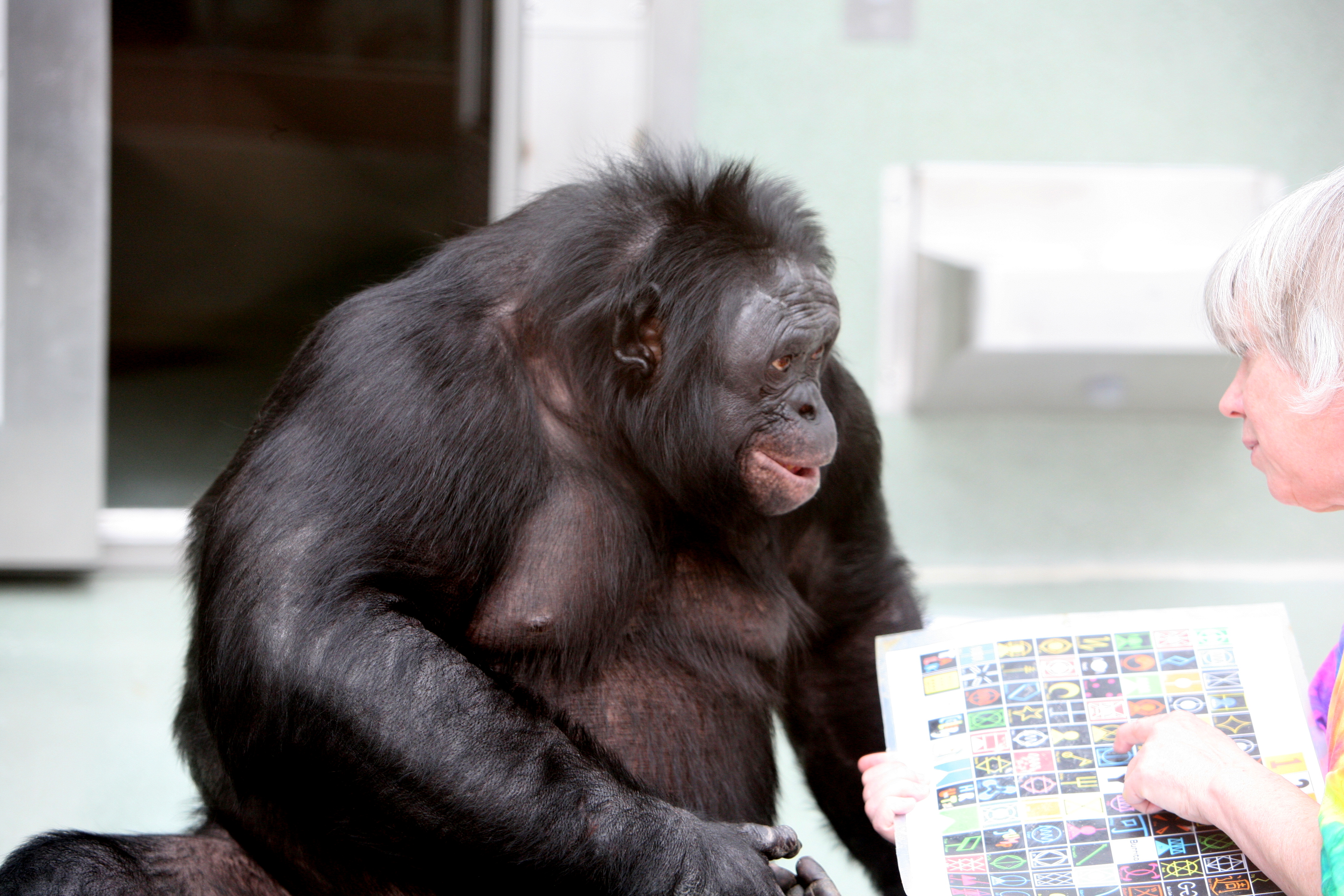
Kanzi, dialogue à l'aide de signes.

Dans l'Iowa, une psychologue américaine, dans le cadre d'une étude de la capacité des bonobo à comprendre le langage humain, a fait apprendre l'utilisation de 348 symboles d'un clavier à Kanzi, bonobo mâle de 26 ans.
Sa façon spontanée d'apprendre les symboles diffère de celle des autres bonobos – et notamment Matata –, pour lesquels le travail de mémorisation des symboles s'appuie sur la répétition constante des exercices. De plus, il semble comprendre quelques mots anglais prononcés par l'équipe, tel que light (« lumière ») : en entendant ce mot, il peut actionner l'interrupteur. Il apprend l'équivalent anglais de la plupart des symboles. Il a aussi la capacité d'agencer deux symboles tels que « ouvrir orange ».
Il parvient à combiner ces symboles dans ce que les linguistes appellent une « proto-grammaire ». Les symboles se réfèrent aux objets familiers (le yaourt, la clé, le ventre, la boule…), des activités favorites (la poursuite, les chatouilles…) et même quelques concepts considérés assez abstraits (le présent, ce qui est mal…). Une fois, lors d'une sortie dans une forêt-laboratoire où il a été élevé, Kanzi a touché les symboles pour « la guimauve » et « le feu ». Quand on lui a donné des allumettes et des guimauves, Kanzi a cassé des brindilles pour préparer un feu, les a allumées avec les allumettes et a grillé les guimauves sur un bâton.
La psychologue affirme qu'en plus des symboles que Kanzi utilise, il sait la signification de jusqu'à 3 000 mots anglais parlés. Elle teste sa compréhension en partie en ayant dans une autre pièce quelqu'un qui prononce des mots que Kanzi entend dans des écouteurs. Kanzi indique alors le symbole approprié sur son clavier. Mais la psychologue assure que Kanzi comprend aussi les mots qui ne font pas partie du vocabulaire de son clavier ; elle ajoute qu'il peut répondre convenablement aux commandes comme « mets le savon dans l'eau » ou « porte tel objet dehors » (en anglais).
La psychologue et ses collègues ont évalué la capacité des bonobos à exprimer leurs pensées vocalement, plutôt qu'en poussant des boutons. Dans une expérience, elle a placé Kanzi et Panbanisha, sa sœur, dans des pièces séparées d'où ils pourraient s'entendre, mais pas se voir. Par symboles, la psychologue a expliqué à Kanzi qu'on lui donnerait un yaourt. On lui a alors demandé de communiquer ces informations à Panbanisha. Kanzi les a vocalisées, et Panbanisha les a vocalisées en retour, et a choisi 'le yaourt' sur le clavier devant elle.

## Limites
Une étude rétrospective publiée en 2016 conclut que l'intelligence grammaticale de Kanzi a cependant été marginalement surestimée. Lors d'un test initial comprenant 660 commandes verbales en anglais, Kanzi devait par exemple « me montrer l'eau chaude » ou « verser de l'eau froide dans le pot » ; Kanzi répondait correctement dans 71,5 % des cas (à comparer aux 66,6 % des cas pour un enfant humain). Mais on a ensuite remarqué que si la commande portait sur deux actions sans phonème signifiant précisément le lien entre elles, sa performance chutait à 22,2 % de bonnes réponses (Ex. : À la question « donne le briquet et la chaussure à Rose », le singe donnait bien le briquet à Rose, mais non la chaussure. À la question « donne l'eau et le chien de Rose » il lui donnait le chien-jouet, mais pas d'eau.) Le linguiste Robert Truswell en déduit que le bonobo a plus de difficultés que l'humain dans le traitement complexe du nombre (syntagmes nominaux) au sein d'une structure grammaticale ; cependant Truswell considère que l'humain ne nait probablement pas avec la capacité d'interpréter ce type de structure grammaticale, il doit apprendre à l'utiliser.